# Baía de Guajará
Baía de Guajará är en flodmynning i Brasilien.   Den ligger i delstaten Pará, i den nordöstra delen av landet, 1 600 kilometer norr om huvudstaden Brasília.
Runt Baía de Guajará är det i huvudsak tätbebyggt. Runt Baía de Guajará är det mycket tätbefolkat, med 5 805 invånare per kvadratkilometer.